# یانوویتسه ناد وهلاووو
یانوویتسه ناد وهلاووو (به چکی: Janovice nad Úhlavou) یک منطقهٔ مسکونی در جمهوری چک است که در ناحیه کلاتووی واقع شده‌است. یانوویتسه ناد وهلاووو ۲٬۲۷۱ نفر جمعیت دارد.